# スターリン讃歌
『スターリン讃歌』（スターリンさんか）は、ヨシフ・スターリン逝去1周年を記念して1954年3月15日、日本の出版社である理論社より刊行された詩集。収録された詩には、スターリン死後の作品以外にも、1953年3月、スターリン危篤が報じられた時期の作品も含まれている。
赤木健介、岡本潤、野間宏、木島始、および理論社編集部による共同編集であり、赤木らも詩を執筆した。
詩のほかにも、日本共産党、新日本文学会、ソ同盟中央委員会、ゲオルギー・マレンコフ、イリヤ・エレンブルクらが執筆した追悼文が収められている。　

## 主な執筆者
- 土方鉄
- 壺井繁治
- 許南麒